# IC 5311
IC 5311 ist ein Doppelstern im Sternbild Pegasus knapp nördlich des Himmelsäquators. Das Objekt wurde im Jahr 1894 vom französischen Astronomen Guillaume Bigourdan entdeckt.